# UB-165
UB-165 je lek koji deluje kao agonist neuronskih nikotinskih acetilholinskih receptora. On je pun agonist za α3β2 i parcijalni agonist za α4β2 izoformu. Ovaj ligand se koristi za izučavanje uloge ovih podtipova receptora u oslobađanju dopamina i noradrenalina u mozgu. On je takođe služio kao vodeće jedinjenje za razvoj brojnih drugih selektivnih liganda nikotinskih receptora.